# Mata Hari

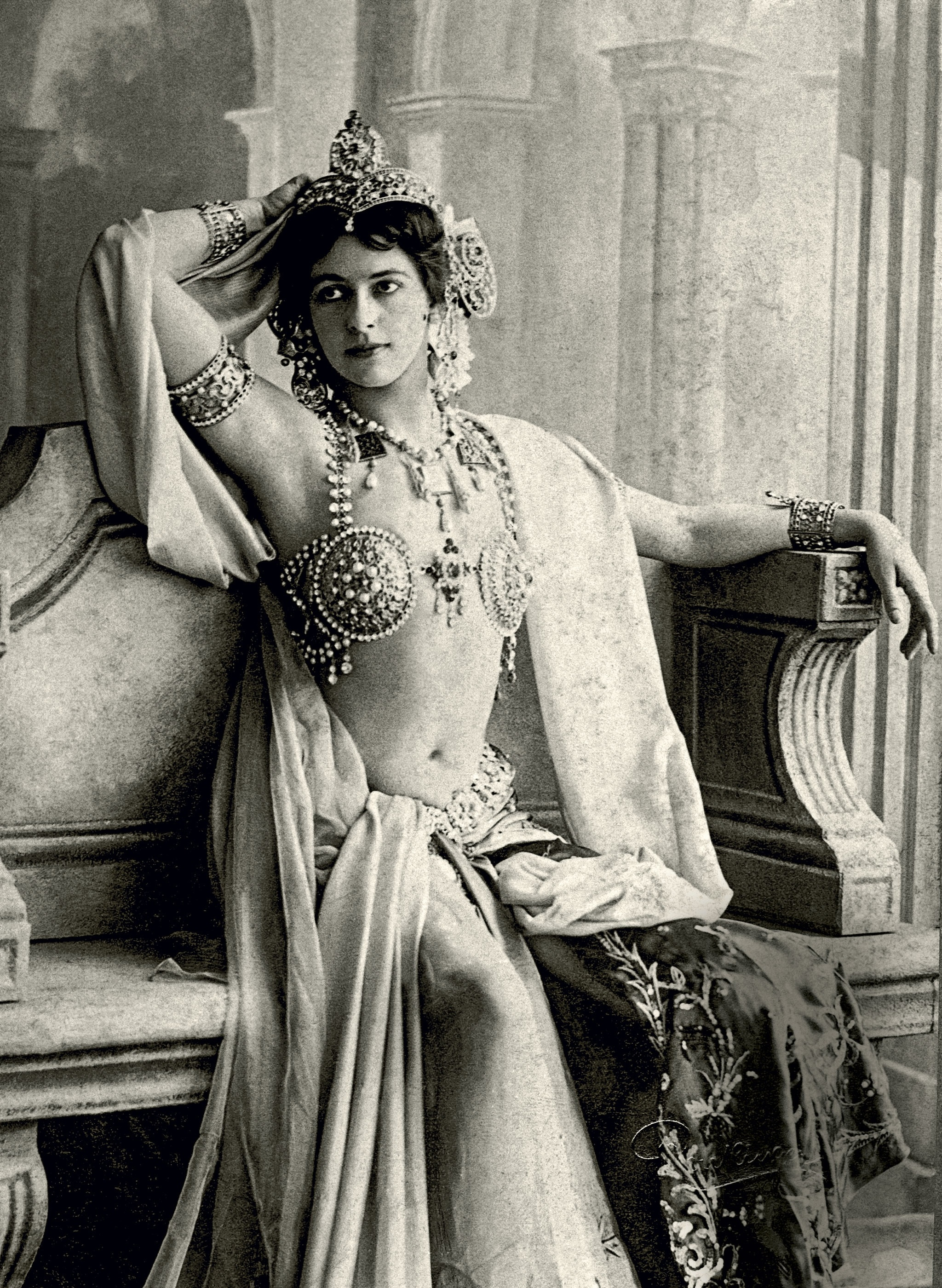
Mata Hari, spioană, dansatoare și curtezană în timpul Primului Război Mondial.

Mata Hari a fost numele de scenă al Margarethei Geertruida Zelle (n. 7 august 1876, Leeuwarden, Provincia Frizia, Țările de Jos – d. 15 octombrie 1917, Vincennes, Seine, Franța). Căsătorită la vârsta de 18 ani cu Rudolf MacLeord, un ofițer olandez de origine scoțiană, după divorțul celor doi s-a făcut cunoscută în Europa, în timpul Primului Război Mondial, ca dansatoare, curtezană și spioană în serviciul Germaniei și apoi al Franței. 

## Primii ani
Margaretha Geertruida Zelle s-a născut pe 7 august 1876 în Leeuwarden, Țările de Jos. A fost primul copil al lui Adam Zelle (1840 - 1910) și al primei sale soții Antje van der Meulen (1842–1891). A avut trei frați mai mici: Johannes Hendriks, Arie Anne, și Cornelis Coenraad. Familia sa o alinta spunându-i „M'greet”. În ciuda afirmațiilor că Mata Hari avea descendență evreiască, malaeziană sau indoneziană (javaneză), s-a concluzionat că nu a avut origine evreiască sau asiatică, ambii părinți au fost olandezi. Tatăl ei a deținut un magazin de pălării, a făcut investiții în domeniul petrolier și, a devenit suficient de înstărit încât să le ofere Margarethei și fraților ei o copilărie îmbelșugată, care a inclus școli exclusive până la vârsta de 13 ani.
Imediat după ce tatăl Margarethei a dat faliment în anul 1889, părinții ei au divorțat și, mama ei a murit doi ani mai târziu, în 1891. Tatăl ei s-a recăsătorit în Amsterdam pe data de 9 februarie 1893 cu Susanna Catharina ten Hoove (1844–1913). Familia ei s-a destrâmat și, Margaretha a fost trimisă să locuiască în Sneek, cu nașul ei. Ulterior, a studiat să devină educatoare în Leiden, dar când directorul a început să cocheteze cu ea în mod vizibil, a fost retrasă din instituție de către nașul ei. Imediat după acest eveniment, Margaretha fuge la Haga.

## Mariajul și copiii
La 18 ani răspunde unui anunț dintr-un ziar olandez publicat de căpitanul armatei olandeze Rudolf MacLeod (1856–1928), care locuia în Indiile de Est Olandeze (azi Indonezia) și căuta o soție. Zelle se căsătorește cu MacLeod în Amsterdam pe data de 11 iulie 1895. Rudolf era fiul căpitanului John Brienen MacLeod (descendentul ramurei Gesto al clanului MacLeod din insula Skye) și a Dinei Louise, baroneasa Sweerts de Landas. Mariajul i-a permis Margarethei accesul la clasa superioară olandeză, precum și la o viață privilegiată. Se mută la Malang alături de soțul ei. Împreună au avut doi copii: Norman-John MacLeod (1897–1899) și Louise Jeanne MacLeod (1898–1919).
Căsnicia se dovedește a fi o dezamăgire totală. MacLeod era alcoolic și o agresa în mod constant pe Margaretha, pe care o blama pentru dezamăgirile în carieră. De asemenea, avea relații extraconjugale cu o concubină, pe care o întreținea, o practică acceptată social la acea vreme. Zelle, dezamăgită, se mută cu un alt ofițer olandez, Van Rheedes. Între timp, studiază intens cultura indoneziană și se alătură unui grup de dans local. În corespondența cu rudele sale din Țările de Jos, își dezvăluie numele artistic de Mata Hari, nume care o va face cunoscută în lume, semnificația acestuia fiind cuvântul „soare” din limba locală malay.
La insistențele lui MacLeod, aceasta se întoarce la el, dar comportamentul lui nu s-a schimbat. Scapă de aceste circumstanțe prin studierea culturii locale. În 1899, copii lor se îmbolnăvesc cumplit de la complicațiile legate de tratamentul sifilisului contractat de la părinți, deși familia a susținut că aceștia au fost otrăviți de un servitor Jeanne a supraviețuit, dar Norman a murit. După ce s-au reîntors în Țările de Jos, cuplul s-a separat oficial în 30 august 1902. Divorțul s-a finalizat în anul 1906, iar Zelle a primit custodia asupra fiicei lor, Jeanne, MacLeod a fost obligat în mod legal să plătească pensie alimentară pentru fiica lor, ceea ce nu a făcut niciodată. În timpul unei vizite făcute lui Jeanne, MacLeod a decis să nu o mai aducă înapoi mamei ei. Iar Margaretha nu a avut resursele financiare necesare cambaterii situației și a trebuit să accepte acest lucru, crezând că în ciuda faptului că a fost un soț abuziv, acesta a fost tot timpul un tată bun. Jeanne a murit la vârsta de 21 de ani, cauza decesului fiind posibilele complicații legate de sifilis.

## Vezi și
- Elsbeth Schragmüller